# Björn Þór Ólafsson
Björn Þór Ólafsson (ur. 16 czerwca 1941 w Ólafsfjörður) – islandzki skoczek narciarski i kombinator norweski; także biegacz narciarski. Jeden z najbardziej utytułowanych islandzkich skoczków narciarskich i kombinatorów norweskich (zdobył w tych dyscyplinach około 40 medali mistrzostw krajowych). Oddał jeden z najdłuższych w historii skoków na terenie Islandii (59,5 m).

## Życiorys
Urodził się 16 czerwca 1941 w rodzinie Ólafura Stefánssona i Fjóli Víglundsdóttir mieszkających w Ólafsfjörður. Ojciec Ólafssona był rybakiem, matka także zajmował się rybołówstwem. Stefánsson uprawiał skoki narciarskie, jednak nie odniósł sukcesów.
Już jako małe dziecko interesował się narciarstwem. Lubił je ponoć do tego stopnia, że zdarzyło mu się ukraść narty od sąsiadów (miał wówczas pięć lat). Na nartach regularnie zaczął jeździć w wieku ok. 7 lat.
Pierwszy sukces w karierze osiągnął w 1957, gdy został mistrzem Islandii w skokach narciarskich w kategorii wiekowej 15-16 lat (o nieco ponad 4 punkty wyprzedził drugiego zawodnika). W 1965 zdobył swój pierwszy tytuł mistrza Islandii (w skokach narciarskich). W 1966 roku udało mu się wywalczyć brązowy medal w skokach.
W latach 70. XX wieku był najlepszym skoczkiem i kombinatorem w kraju – na 20 możliwych tytułów mistrzowskich do zdobycia (po 10 w skokach i kombinacji), Ólafsson wywalczył ich 17. W 1973 w obu konkurencjach zwyciężył Steingrímur Garðarsson, a w 1977 tytuł mistrza w skokach wywalczył Marteinn Kristjánsson (we wszystkich trzech konkurencjach w których przegrywał, zdobył jednak srebrne medale). Ponadto w 1976 zdobył tytuł mistrza Islandii w biegach (sztafeta 3 razy 10 km).
W 1980 zdobył jeszcze dwa złote medale w skokach i kombinacji, natomiast rok później wywalczył swój ostatni tytuł mistrzowski, kiedy to został najlepszym islandzkim kombinatorem norweskim (był jeszcze wicemistrzem w skokach). Pomimo swojego wieku (miał już wtedy ponad 40 lat), nadal zdobywał medale na mistrzostwach krajowych. Regularnie plasował się na podiach w latach 80. a nawet w latach 90. Swój ostatni medal zdobył w zawodach, które były jednocześnie ostatnim turniejem o tytuł mistrza kraju w skokach i kombinacji; w 1995, w wieku prawie 54 lat, wywalczył wicemistrzostwo kraju w kombinacji norweskiej.
Na mistrzostwach kraju w 1971 oddał najdłuższy skok w karierze. Na skoczni w miejscowości Akureyri, oddał skok na odległość 59,5 metra, bijąc tym samym poprzedni rekord najdłuższego skoku na Islandii (Jónas Ásgeirsson – 54 m (1946)).
W karierze sportowej odniósł jeden poważny wypadek. Na mistrzostwach kraju w 1973 (w skokach), podczas jednego ze skoków obrócił się i upadł na szyję. Doznał bolesnych obrażeń głowy i karku.
Uprawiał także amatorsko piłkę nożną i łyżwiarstwo. Z wykształcenia jest inżynierem; pracował też jako nauczyciel (uczył biologii). Ponadto przez 15 lat zasiadał w radzie miasta Ólafsfjörður. Zajmował się też muzyką, śpiewał.
Żonaty. Ojciec Kristinna (olimpijczyka) i Ólafura (kilkunastokrotnego mistrza kraju w skokach i kombinacji).